# Palazzo Bourbon del Monte
Il palazzo Bourbon del Monte è un edificio storico del centro di Sovana, in Toscana.

## Storia e descrizione
Situato nella piazza principale, tra l'antica chiesa di San Mamiliano e la chiesa di Santa Maria Maggiore, venne edificato nella seconda metà del Cinquecento: le opere di realizzazione sono attribuite all'architetto Vignola.
Il palazzo ha una struttura leggera ed austera e si caratterizza per il pregevole androne, col soffitto costituito da volte a crociera, dove un portale cinquecentesco in legno conduce al giardino.
L'importante scalinata conduce ad un altro portone, attraverso il quale si accede al salone nobiliare, dove spiccano le cinque finestre a sezione aurea che si affacciano, da un lato sulla piazza di Sovana e dall'altro verso la campagna circostante.
Il complesso fu la dimora di un vescovo della famiglia Bourbon, che lo utilizzava per le pubbliche relazioni. In seguito, il palazzo ebbe diverse destinazioni nel corso dei secoli, da sede degli uffici pubblici a scuola comunale. Tutto ciò ha comportato una divisione ed un frazionamento dell'originaria struttura signorile.
Dopo un parziale crollo avvenuto negli anni sessanta del Novecento, il palazzo fu acquistato dal professor Luciano Ventura e, nel 1968, ebbe inizio un accurato restauro conservativo, durato oltre quindici anni, che ha permesso di riportare il fabbricato agli antichi splendori del periodo rinascimentale. Dal 2009, nel mese d'agosto, la proprietà  mette a disposizione dell'Associazione Culturale "I Sogni in Teatro", il giardino ed il salone principale per  la rassegna di Teatro, Musica e Cinema "Sovana in Arte".